# Ян Шведа
Ян Шведа (Jan Švéda, 5 листопада 1931 — 14 грудня 2007) — чехословацький академічний веслувальник.
Бронзовий призер Олімпійських Ігор 1960 року в складі вісімки, учасник 1956 року.
Чемпіон Європи 1956 року в складі вісімки, срібний призер 1959 року в складі вісімки, бронзовий призер 1957 року в складі вісімки.